# Herbert Zimmer (Fußballspieler)
Herbert "Heppo" Zimmer (* 12. Februar 1953) ist ein ehemaliger deutscher Fußballspieler.

## Laufbahn
Heppo Zimmer wechselte 1970 aus der Jugend des VfL Kray zum damaligen Regionalligisten Schwarz-Weiß Essen. Nach einem kurzzeitigen Engagement bei den Amateuren des Vereins fasste der Außenstürmer ab 1973 in der ersten Mannschaft Fuß. Sein erstes Spiel in der damals zweitklassigen Regionalliga West bestritt Zimmer am 26. August 1973 beim 1:0-Sieg in Aachen, sein erstes Tor gelang ihm einen Monat später beim 6:0 über den 1. FC Mülheim. Nach der Saison 1973/74, in der Zimmer insgesamt 28 Spiele mit drei Toren für den ETB Schwarz-Weiß gemacht hatte, wurde der Club in die 2. Bundesliga Nord eingruppiert.
Auch in der 2. Bundesliga Liga blieb Zimmer auf der Außenbahn gesetzt; seine Stärken waren Schnelligkeit und genaue Flanken, vor allem auf Hannes Fritsche. Er traf allerdings auch regelmäßig selbst ins Tor: In 102 Zweitligaspielen für den ETB glückten Zimmer 23 Treffer, davon allein zehn in der Saison 1976/77. Im Winter 1976 bot Tennis Borussia Berlin 250.000 DM für den Rechtsfuß, doch die Offerte wurde abgelehnt.
1977 verließ Zimmer den ETB dann aber doch und wechselte zu Fortuna Düsseldorf in die Bundesliga. Nach seinem Debüt am 3. September 1977 gegen den FC Schalke 04 wurde er in zwei Jahren jedoch nur noch 21-mal eingesetzt (zwei Tore). Bei den Finalspielen im DFB-Pokal 1977/78 (1:2 gegen den 1. FC Köln) und 1978/79 (1:0 n. V. gegen Hertha BSC) kam Zimmer genauso wenig zum Zug wie im Europapokal-Finale der gleichen Saison (3:4 n. V. gegen den FC Barcelona).
Bei seinem nächsten Verein, Bayer 05 Uerdingen, war Zimmer dann wieder Stammkraft, sodass er seinen Erstligarekord mit dem Ende der Saison 1980/81 auf 87 Spiele und sieben Tore verbessern konnte. Nach dem Abstieg der Krefelder spielte er ein weiteres Jahr mit Bayer 05 Uerdingen in der 2. Bundesliga (26 Spiele, drei Tore).
In der Saison 1983/84 war er nochmals für Schwarz-Weiß Essen in der Oberliga Nordrhein aktiv; von 1993 an arbeitete Zimmer dann an gleicher Stelle als Jugendleiter; in der Saison 2001/02 war er zudem interimsweise Trainer der ETB-A-Jugend. 2009 trat Zimmer aus gesundheitlichen Gründen von seinen Ämtern bei Schwarz-Weiß Essen zurück.